# Complexe Arp2/3
 (octobre 2019).

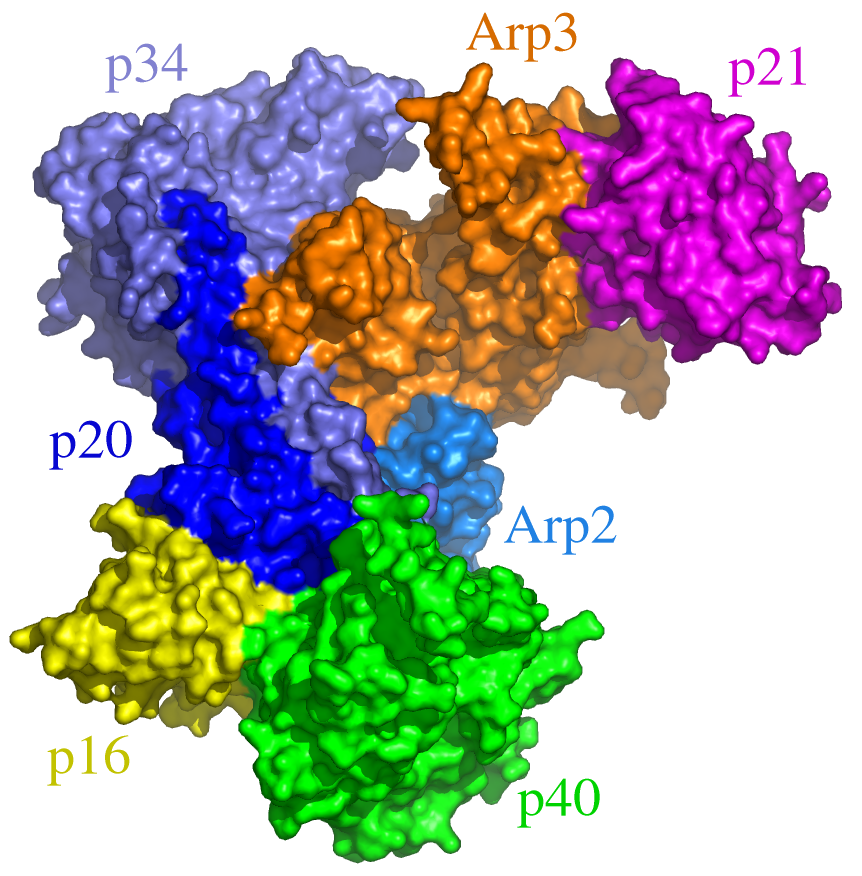
Structure moléculaire du complexe Arp2/3.

Arp2/3 (Actin Related Protein 2/3) est un complexe composé de sept sous-unités protéiques qui joue un rôle majeur dans la régulation du cytosquelette d'actine. 
Ce complexe est présent dans la plupart des cellules eucaryotes et intervient notamment dans leur motilité ainsi que dans le transport intracellulaire. On le trouve plus particulièrement dans les régions cellulaires présentant réseaux d'actine comme le cortex cellulaire ou les lamellipodes.

## Découverte et structure
Le complexe Arp2/3 fut identifié pour la première fois en 1994 chez Acanthamoeba castellanii par l'équipe de Laura M. Machesky à l'occasion d'une recherche sur les ligands de la profiline, une protéine de séquestration de l'actine,.

## Mécanismes
Le complexe Arp2/3 est un nucléateur qui va mimer la structure de l'actine. Il va se fixer sur l'extrémité chargé négativement et la croissance se fera sur l'extrémité chargée positivement. Il va former une jonction en « Y » sur un microfilament d'actine mère. Il va ainsi former un réseau branché de microfilaments. Cela va permettre la création de réseaux que les cellules utiliseront pour se déplacer. 

## Rôle du complexe

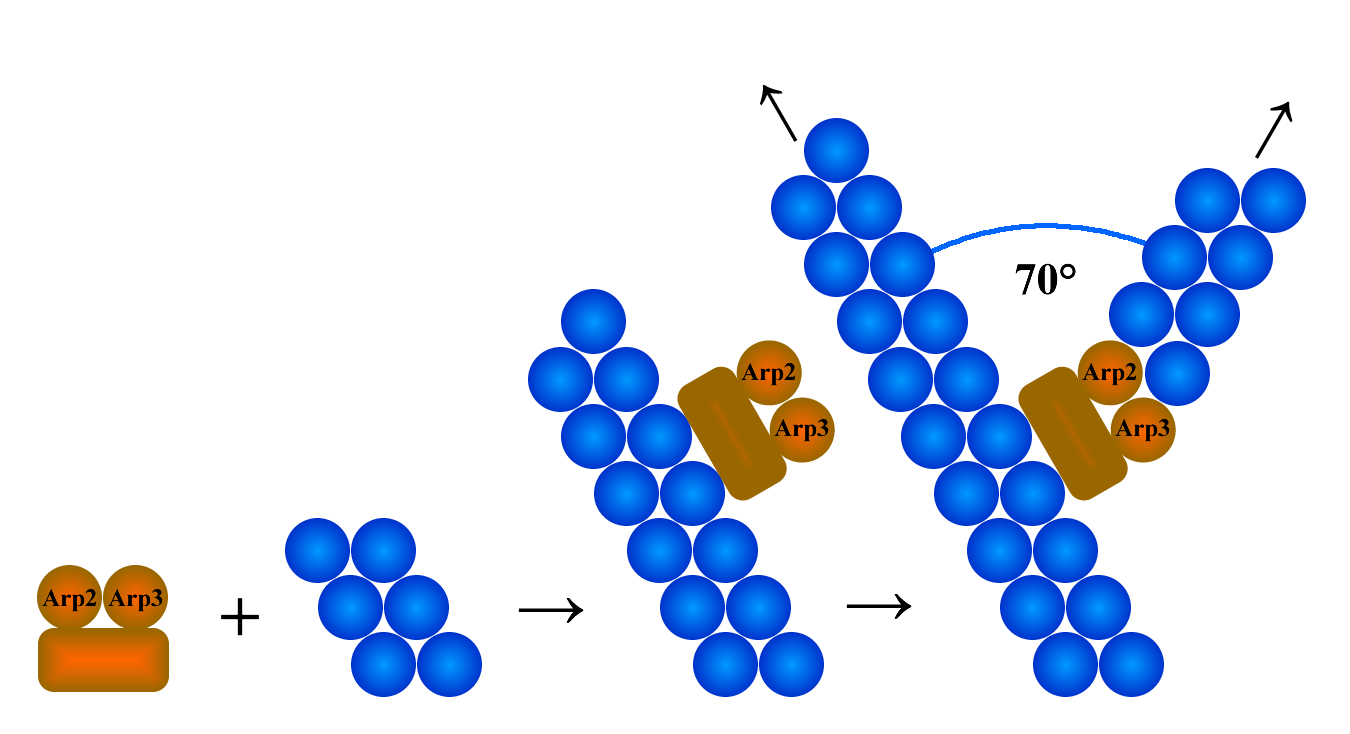
Formation d'un complexe Arp2/3.

Le complexe Arp2/3 permet le démarrage de la polymérisation d'un microfilament, c'est un complexe multi-protéique. La présence de deux protéines (Arp2 et Arp3) à l'intérieur de ce complexe viennent mimer la structure de l'actine et cela va fabriquer une extrémité positive où les microfilaments se forment. 
Le complexe Arp2/3 est aussi capable de s'accrocher à un microfilament déjà existant et va ainsi former un angle très conservé entre les espèces de 70° entre les deux microfilaments, c'est un réseau de filaments et les cellules utilisent ce processus pour pouvoir avancer, c'est la migration cellulaire.
Ce complexe Arp2/3 peut être recruté au niveau des vésicules d'endocytose, ce qui leur permet de s'éloigner de la membrane plasmique et ainsi de quitter la zone du cortex cellulaire. La polymérisation d'actine permet d'initier ce déplacement grâce au complexe Arp2/3 au niveau de la membrane d'endocytose, ce qui forme la queue d'actine, appelée également comète d'actine.